# 潘军峰
潘军峰（1957年12月—），山西临猗人，汉族，1974年3月参加工作，1987年4月加入中国共产党，大学学历。第十二届全国人民代表大会山西地区代表。
毕业于太原工学院农田水利工程专业专业 。2000年10月，任山西省水利厅党组成员、总工程师；2004年6月，任山西省水利厅党组成员、副厅长兼总工程师；2006年2月，任山西省水利厅党组书记；2006年3月，任山西省水利厅党组书记、厅长；2013年，被选为全国人大代表。2017年12月，被免去山西省水利厅党组书记职务；次月被免去山西省水利厅厅长职务。
2019年8月9日，中纪委国家监委网站宣布潘军峰涉嫌严重违纪违法，目前正接受山西省纪委监委纪律审查和监察调查。